# Víctor Merenda
Víctor Merenda (31 de agosto de 1923-17 de enero de 1968) fue un director, guionista y actor cinematográfico francés.

## Biografía
Nacido en Cannes, Francia, Merenda comenzó su carrera cinematográfica en 1951, interpretando un papel de reparto en el film Coupable ?, de Yvan Noé. Ese mismo año hizo otro pequeño papel en la película de Bernard Vorhaus Pardon My French, protagonizada por Paul Henreid y Merle Oberon. Sin embargo, no encontrándose satisfecho como actor, en 1952 empezó a trabajar como ayudante de dirección, participando en filmes como M'sieur la Caille (1955), de André Pergament y Tant qu'il y aura des femmes (1955), de Edmond T. Gréville.
En el año 1957 debutó como director, realizando la cinta La nuit des suspectes, protagonizada por Geneviève Kervine, Élina Labourdette y Christine Carrère. En 1959 dirigió una película basada en una historia de André Maurois, Pensione Edelweiss, interpretada por Henri Vidal y Lino Ventura. En 1963 dirigió la coproducción francoespañola No temas a la ley, en la cual trabajó también en el guion. Fue ayudante de dirección de Christian-Jaque en 1964 en el rodaje de la aventura de capas y espadas El tulipán negro, protagonizada por Alain Delon. También fue ayudante de dirección de Ken Annakin en 1968 en el rodaje de The Biggest Bundle of Them All.
Víctor Merenda falleció en 1968 en Arlés, Francia. Tenía 44 años de edad.

## Selección de su filmografía

### Actor
- 1951 : Coupable ?, de Yvan Noé
- 1951 : Pardon My French, de Bernard Vorhaus
- 1952 : Entrez dans la danse

### Director
- 1957 : La Nuit des suspectes
- 1959 : Pensione Edelweiss
- 1963 : Le cave est piégé

### Guionista
- 1963 : No temas a la ley

### Ayudante de dirección
- 1952 : L'Île aux femmes nues, de Henri Lepage
- 1955 : M'sieur la Caille, de André Pergament
- 1955 : Tant qu'il y aura des femmes, de Edmond T. Gréville
- 1957 : Delincuentes, de Juan Fortuny
- 1964 : El tulipán negro, de Christian-Jaque
- 1968 : The Biggest Bundle of Them All, de Ken Annakin